# Frei-Laubersheim

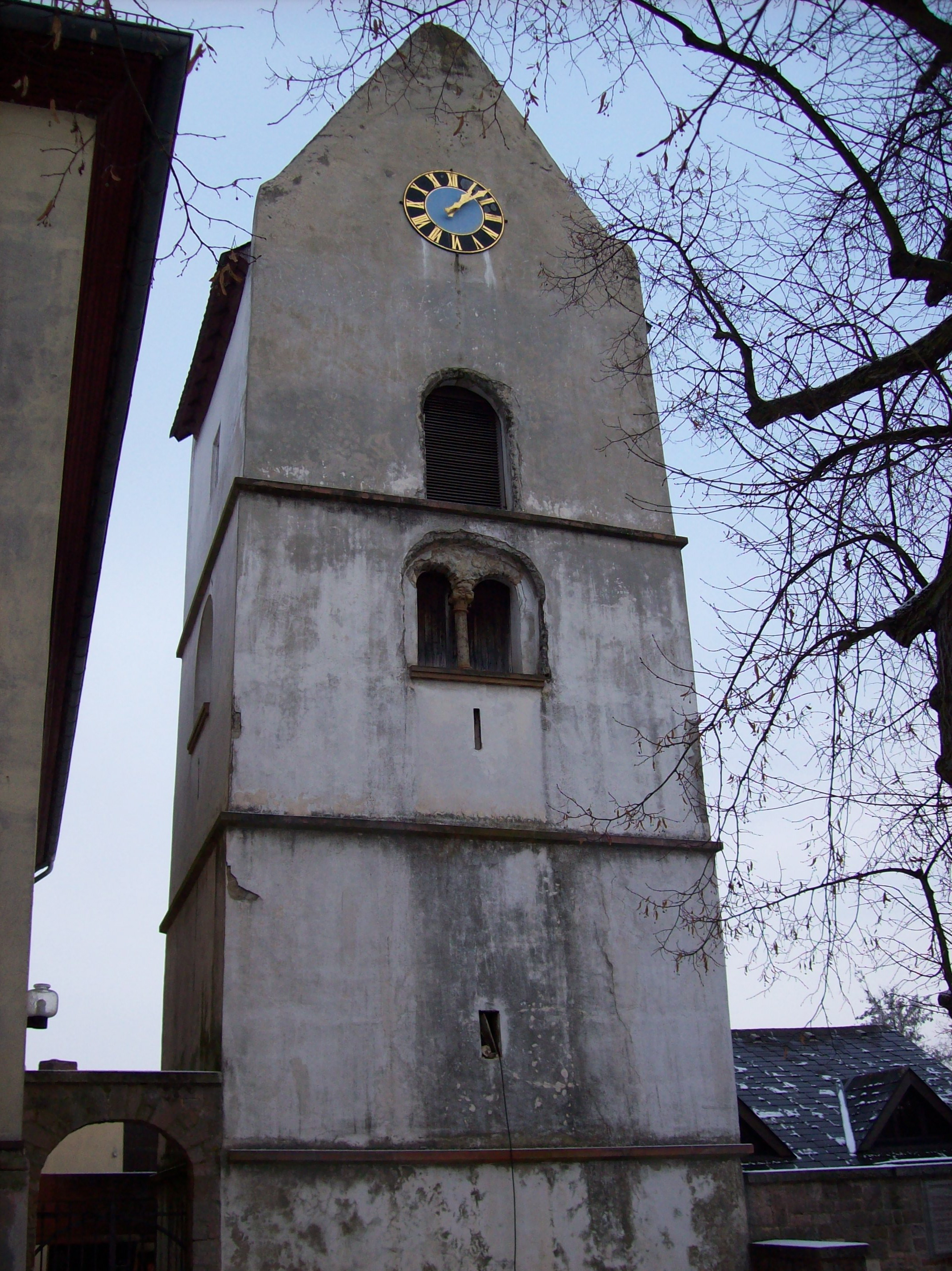
Wehrturm 13. Jahrhundert

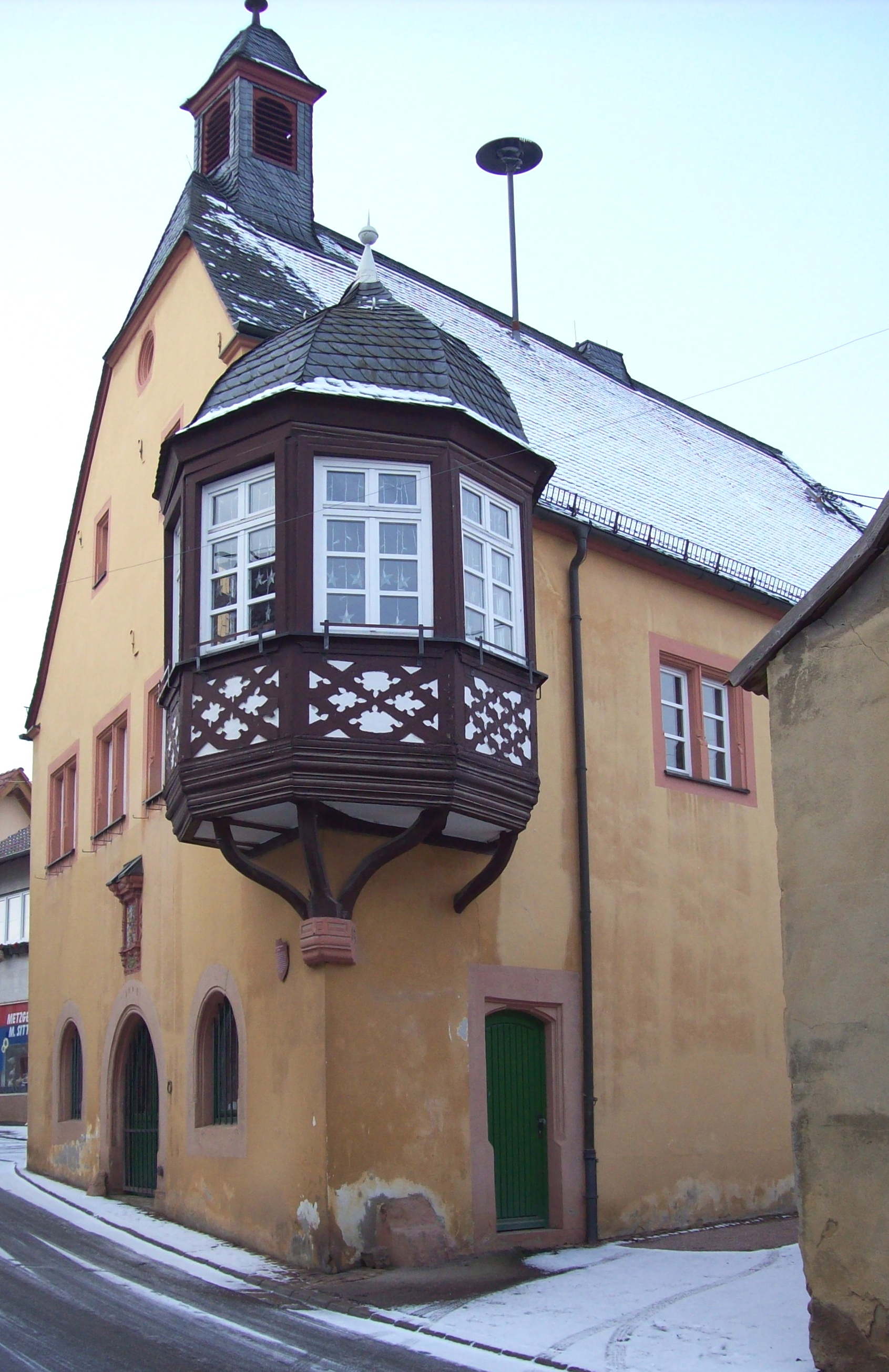
Historisches Rathaus von 1603

Frei-Laubersheim ist eine Ortsgemeinde im Landkreis Bad Kreuznach in Rheinland-Pfalz. Sie gehört der Verbandsgemeinde Bad Kreuznach an.

## Geographie
Der Ort liegt, ebenso wie Fürfeld und Neu-Bamberg, in der Rheinhessischen Schweiz. Frei-Laubersheim grenzt im Westen unmittelbar an die Kreisstadt Bad Kreuznach.
Zu Frei-Laubersheim gehören auch die Wohnplätze Am Bahnhof Laubersheim, Hof bei der Römerstraße, Johanneshof, Lindenhof und Rheingrafenhof.

## Geschichte
Der Ort wurde im Jahr 767 als Liubherisheim im Lorscher Codex erstmals urkundlich erwähnt. Er wurde zur Unterscheidung von Waldlaubersheim bei Stromberg Frei-Laubersheim oder Kappes-Laubersheim genannt. Das Dorf war schon früh Teil der Vorderen Grafschaft Sponheim. Nach dem Aussterben der Grafen von Sponheim war das Territorium in geteiltem, mehrfach wechselndem Besitz. Ab 1707 gehörte Frei-Laubersheim aufgrund eines Teilungsvertrags vollständig zur Kurpfalz. Der Ort wurde dem Oberamt Kreuznach zugeteilt.
Nach der Einnahme des Linken Rheinufers durch französische Revolutionstruppen (1794) gehörte die Region von 1798 bis 1814 zu dem unter der französischen Verwaltung neu errichteten Departement Donnersberg, Frei-Laubersheim war dem Kanton Wöllstein zugeordnet, das Dorf wurde 1800 Hauptort einer Mairie, zu der auch Volxheim gehörte.
Aufgrund der auf dem Wiener Kongress getroffenen Vereinbarungen kam die später Rheinhessen genannte Region und damit auch Frei-Laubersheim 1816 zum Großherzogtum Hessen.
Bevölkerungsentwicklung
Die Entwicklung der Einwohnerzahl von Frei-Laubersheim, die Werte von 1871 bis 1987 beruhen auf Volkszählungen:
| Jahr | Einwohner |
| ---- | --------- |
| 1815 | 590       |
| 1835 | 786       |
| 1871 | 805       |
| 1905 | 835       |
| 1939 | 770       |
| 1950 | 952       |
| 1961 | 921       |

| Jahr | Einwohner |
| ---- | --------- |
| 1970 | 952       |
| 1987 | 994       |
| 1997 | 1.006     |
| 2005 | 1.077     |
| 2011 | 1.019     |
| 2017 | 1.034     |
| 2023 | 1.033     |

## Politik

### Gemeinderat
Der Gemeinderat in Frei-Laubersheim besteht aus 16 Ratsmitgliedern, die bei der Gemeinderatswahl am 7. Juli 2024 in einer personalisierten Verhältniswahl gewählt wurden, und dem ehrenamtlichen Ortsbürgermeister als Vorsitzendem. Der Rat wurde abweichend vom allgemeinen Termin 9. Juni 2024 gewählt, weil die Wahl wegen falsch gedruckter Stimmzettel verschoben werden musste.
Die Sitzverteilung im Gemeinderat:
| Wahl | SPD | CDU | FWG | BL | Gesamt   |
| ---- | --- | --- | --- | -- | -------- |
| 2024 | 3   | 3   | 4   | 6  | 16 Sitze |
| 2019 | 3   | 3   | 3   | 7  | 16 Sitze |
| 2014 | 3   | 5   | 2   | 6  | 16 Sitze |
| 2009 | 3   | 4   | 2   | 7  | 16 Sitze |
| 2004 | 3   | 5   | 2   | 6  | 16 Sitze |

- BL = Bürgerliste Frei-Laubersheim e. V.

### Bürgermeister
Steffen Zorn (SPD) wurde am 26. August 2024 Ortsbürgermeister von Frei-Laubersheim. Bei der Direktwahl am 9. Juni 2024 war er als einziger Bewerber mit einem Stimmenanteil von 80,8 % für fünf Jahre gewählt worden.
Zorns Vorgänger Gustav Kühnle (Bürgerliste) hatte das Amt 2019 von Heinz Bergmann (CDU) übernommen, der nach 20 Jahren nicht erneut kandidiert hatte.

### Wappen
| Wappen von Frei-Laubersheim | Blasonierung: „Von eingebogener erniedrigter silberner Spitze, darin eine blaue fränkische Spangenfibel, gespalten; vorne in Blau und Gold geschacht, hinten in Schwarz ein rot bewehrter und rot gekrönter goldener Löwe.“                                                     |
| Wappen von Frei-Laubersheim | Wappenbegründung: Blau und Gold waren die Farben der Grafen von Sponheim. Der Löwe verweist auf die Zugehörigkeit zur Kurpfalz. Die blaue Bügelfibel von Freilaubersheim stammt aus einem Grabfund. Sie ist ein Hinweis auf die frühe Besiedelung der Gegend durch die Franken. |

## Kultur und Sehenswürdigkeiten

### Bauwerke
- Katholische Pfarrkirche St. Mauritius, erbaut 1792 bis 1796
- freistehender Wehrturm, 13. Jahrhundert
- ehemaliges Katholisches Pfarrhaus von 1720
- Kaplaneigebäude

### Regelmäßige Veranstaltungen
- Frei-Laubersheimer Kerwe, jedes Jahr im dritten Septemberwochenende
- Frei-Laubersheimer Offene Ateliers, jedes Jahr im dritten Septemberwochenende

## Wirtschaft und Infrastruktur

### Weinbau
Frei-Laubersheim gehört zum „Weinbaubereich Bingen“ im Anbaugebiet Rheinhessen. Im Ort sind 20 Weinbaubetriebe tätig, die bestockte Rebfläche beträgt 121 Hektar. Etwa 77 Prozent des angebauten Weins sind Weißweinrebsorten (Stand 2007). Im Jahre 1979 waren noch 48 Betriebe tätig, die damalige Rebfläche betrug 116 Hektar.

### Verkehr
- Durch den Ort führt die Bundesstraße 420. Im Nordosten befindet sich die Bundesautobahn 61.
- Der Bahnhof in Frei-Laubersheim lag an der 1898 eröffneten Bahnstrecke Sprendlingen–Fürfeld. Sie wurde 1960 stillgelegt. Im nahe gelegenen Bad Kreuznach halten Züge der Alsenztalbahn und der Nahetalbahn.

## Persönlichkeiten
- Carl Schmahl (1870–1947), Präsident des Landgerichts Wiesbaden
- Alfred Blaufuß (1912–1995), Botaniker, Naturschützer, Schulleiter, Verdienstorden des Landes Rheinland-Pfalz 1982
- Bernd Rusinski (1954–2004), Schlagersänger
- Siegfried Kärcher (* 1974), Bildender Künstler, Musiker, Moldau-Stipendiat des Landes Hessen 2009, Stipendiat des Landes Rheinland-Pfalz Künstlerhaus Schloss Balmoral 2020